# Ceanothia insolita
Ceanothia insolita är en insektsart som först beskrevs av Leonard D. Tuthill 1943.  Ceanothia insolita ingår i släktet Ceanothia och familjen rundbladloppor. Inga underarter finns listade i Catalogue of Life.